# Scopula nephotropa
Scopula nephotropa är en fjärilsart som beskrevs av Louis Beethoven Prout 1931. Scopula nephotropa ingår i släktet Scopula och familjen mätare. Inga underarter finns listade.